# Metropolitana di Ürümqi
La metropolitana di Ürümqi è il sistema metro della città di Ürümqi, in Cina, gestito dalla Ürümqi Rail Transit Corporation.
La linea 1 è stata inaugurata l'8 luglio ed è attualmente l'unica linea della rete.

## Linee
|  | Linea   | Percorso                          | Inaugurazione | Ultima estensione | Lunghezza | Stazioni |
|  | ------- | --------------------------------- | ------------- | ----------------- | --------- | -------- |
|  | Linea 1 | Santunbei - International Airport | 2018          | 2019              | 16,56     | 12       |

## Nuove Linee
È prevista la costruzione di un totale di 7 linee, per una lunghezza complessiva di 211,9 km.

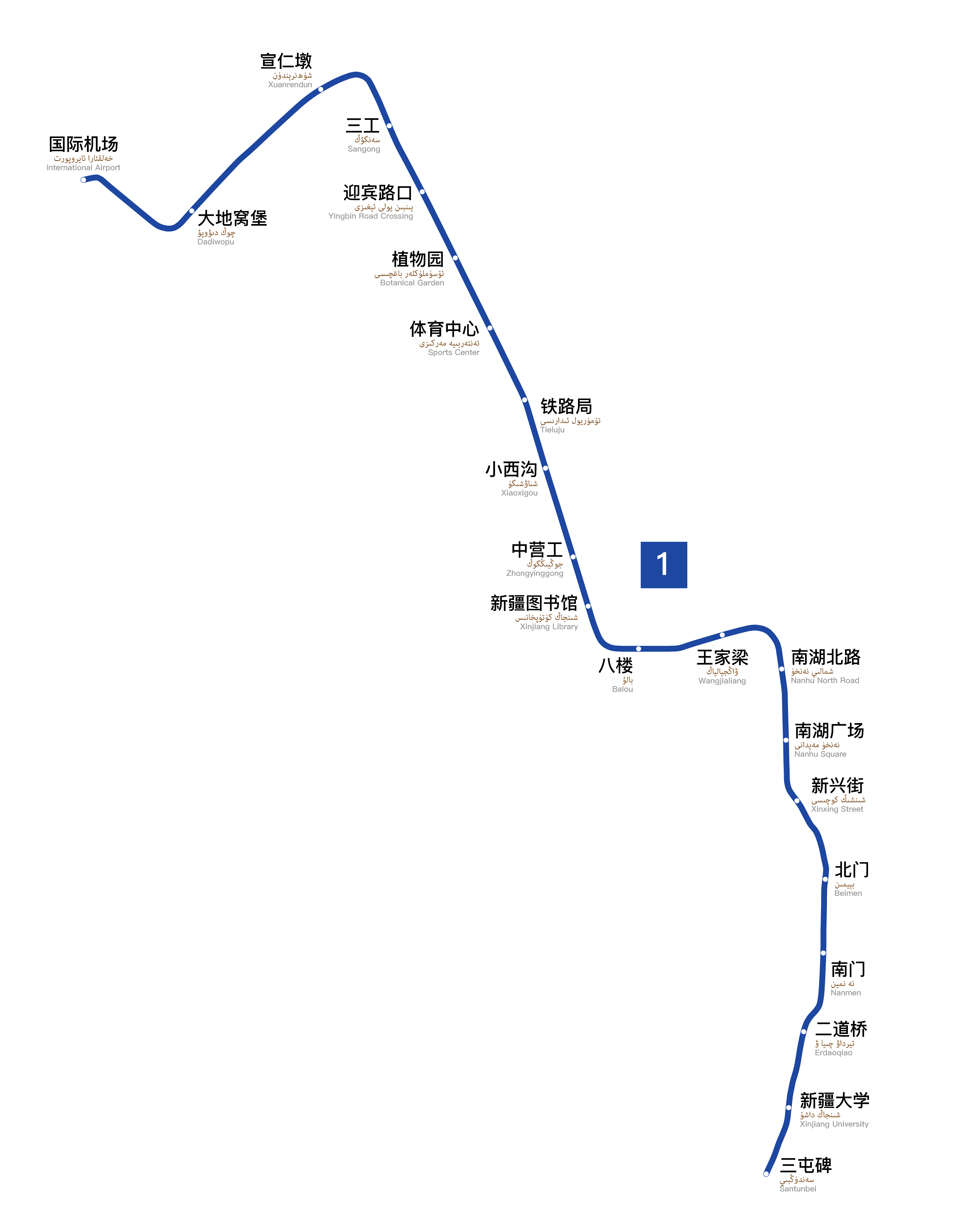
Linee in costruzione al 2018